# Serre-joint

Serre-joint.

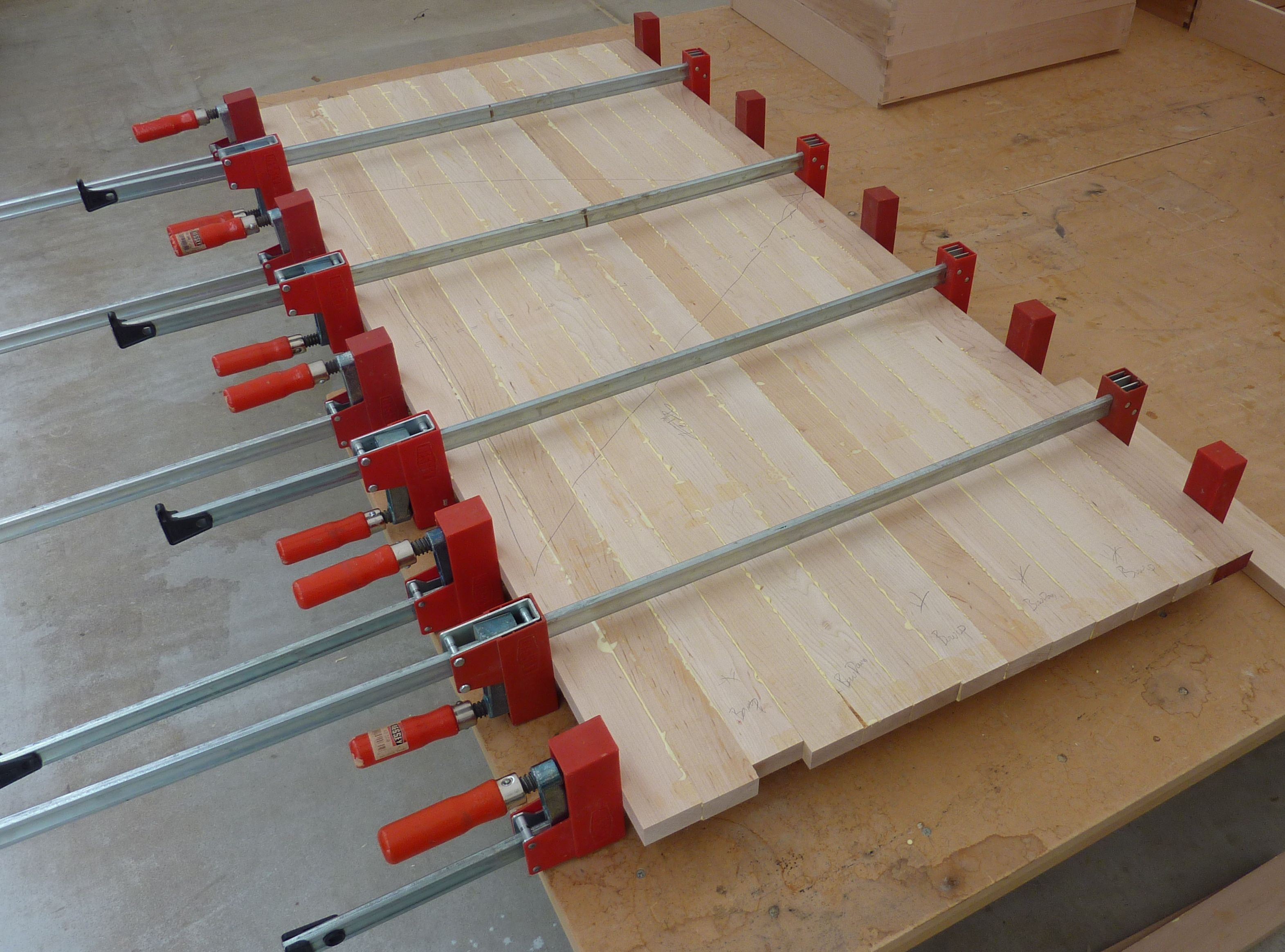
Assemblage de planches avec des serre-joints.

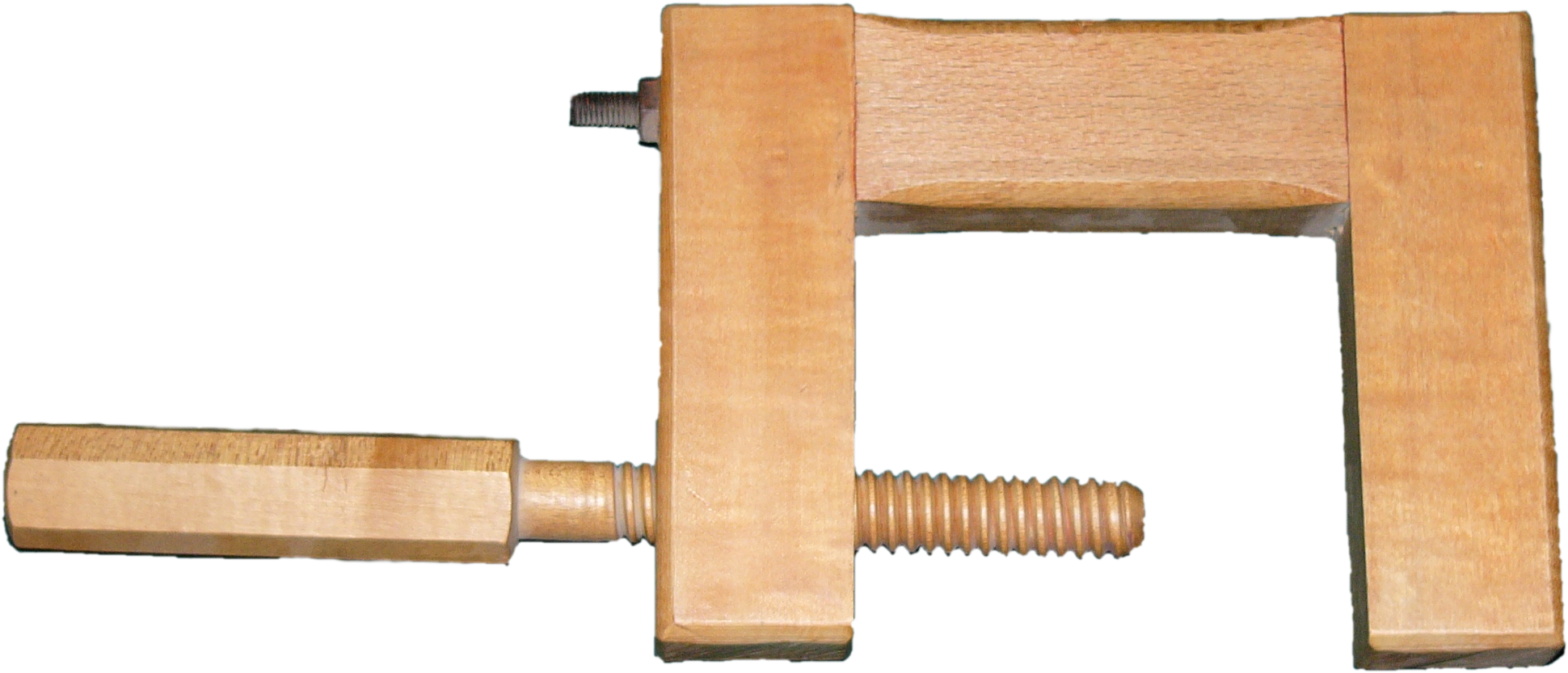
Ancien serre-joint de menuisier en hêtre.

Un serre-joint est un outil de maçon ou de menuisier. Il permet de
serrer et de maintenir différentes pièces en contact entre elles.
Son rôle est de serrer des pièces les unes contre les autres, par exemple des planches de bois pour réaliser un collage ; d'autres modèles peuvent servir sur les chantiers de génie civil, par exemple pour faire des coffrages (maintenir des planches empêchant le mortier ou le béton de couler).
Les pièces sont serrées entre les mors. Le mors mobile est porté par le coulisseau, qui, comme son nom l'indique, coulisse sur le rail, ce qui permet de s'adapter à la largeur des pièces à assembler. Le mors fixe est solidaire du rail. Une fois les mors en contact avec les pièces, on serre la vis ; le coulisseau se met en travers du rail ce qui provoque un coincement (phénomène appelé arc-boutement).
Le serre-joint utilisé en maçonnerie est constitué de deux pièces métalliques, la plus courte coulissant sur la partie plus longue de l'autre pour s'adapter à l'épaisseur à soumettre à la contrainte. Il est employé dans la réalisation de coffrage.
Un outil très voisin (par son fonctionnement) est la chevillette qui se plante dans un mur ou le sol et permet de maintenir une pièce (par exemple une planche de coffrage) contre ce mur ou ce sol.